# Lori Hacking
Lori Kay Soares Hacking (31 de diciembre de 1976 - 19 de julio de 2004) fue una mujer estadounidense de Salt Lake City, Utah, que fue asesinada por su esposo, Mark Hacking, en 2004. Fue reportada desaparecida por su esposo, y la búsqueda ganó atencional nacional antes que su marido confesara el crimen.

## Biografía
Lori fue la hija adoptada de Thelma y Herald Soares, de Fullerton, California. Herald es nativo de Piracicaba, Brasil. Conoció a Thelma cuando ambos servían como misioneros en La Iglesia de Jesucristo de los Santos de los Últimos Días en Río de Janeiro. Los padres de Lori se divorciaron en 1987 y Thelma y Lori se trasladaron a Orem, Utah al año siguiente. Lori y Mark asistieron a Orem High School, cerca de 40 millas (64 kilómetros) al sur de Salt Lake City.

### Desaparición
Hacking tenía 27 años de edad cuando desapareció. Su esposo llamó al 9-1-1 para informar su desaparición a las 10:49 a. m. el 19 de julio de 2004. Le dijo a la policía que se había ido temprano de su casa a correr en Memory Grove y City Creek Canyon al noreste del centro de Salt Lake, pero no había regresado a su casa o ido al trabajo. Una mujer que dijo que había visto a Lori cerca de la arboleda ese día más tarde retiró su reclamación.
De acuerdo a algunos miembros de la familia, Hacking tenía cerca de cinco semanas de embarazo cuando desapareció. Había planeado mudarse a Carolina del Norte, donde su esposo había dicho que estaría para estudiar en la Universidad de escuela médica, graduándose recientemente de la universidad. Sin embargo, la policía dijo que Mark nunca había completado una licenciatura en la Universidad de Utah ya que dijo eso a la familia y amigos para que crean, y la escuela de medicina no tenía antecedentes de él que se hubiera anotado.
Poco después de la desaparición de su esposa, Mark Hacking fue encontrado corriendo desnudo por las calles, y fue admitido al hospital para una evaluación mental. Mientras estando en el hospital, Mark contrató a un abogado de la defensa local prominente, D. Gilbert Athay.

### Arresto de Mark Hacking
El 2 de agosto de 2004, Mark Hacking fue arrestado bajo sospecha del homicidio agravado de su esposa. La policía cree que actuó solo, asesinando a Lori en su apartamento con un rifle calibre 22 mientras ella estaba dormida y colocó su cuerpo en un contenedor de basura. Encontraron sangre en varios lugares en el apartamento de la pareja, incluyendo en un cuchillo localizado en la habitación y en la cabecera de la cama, como también en el auto de Lori. Además, Scott y Lance Hacking, los hermanos de Mark, dijeron que él se lo confesó el 24 de julio de 2004 por haber asesinado a Lori.  Cargos de primer grado se presentaron contra Mark Hacking el 9 de agosto de 2004.
El 1 de octubre de 2004, aproximadamente a las 8:20 a. m., los investigadores encontraron restos humanos en relleno sanitario de Salt Lake County. Por la tarde, la policía confirmó que los restos eran de Lori Hacking. 
El 29 de octubre de 2004, Mark Hacking se declaró no inocente en asesinato de primer grado.

### Declaración de culpabilidad
El 15 de abril de 2005, Mark Hacking se declaró culpable de asesinato de primer grado a cambio de dejar otros cargos fiscales. Debido a que había un arma de fuego involucrada, la sentencia legal es de seis años de vida. Algunas audiencias adicionales se han programado antes de la sentencia real. 
El 6 de junio de 2005, Mark Hacking fue sentenciado a 6 años de vida en prisión, el máximo que el juez le pudo dar bajo la ley de Utah. 
En julio de 2005, se decidió que la primera audiencia de Mark Hacking sería en agosto de 2034.
Tras oír esta noticia, Thelma Soares hizo una declaración: 

Sí bien es una pérdida terrible de su vida, [la decisión] levanta una gran carga de mi mente y corazón. El mínimo de seis años impuesta por la ley es un insulto no sólo para Lori y el bebé, sino para mí y mi familia. Le doy las gracias a los miembros de State Borad of Pardons y Parole por su diligencia y sentido de justicia con este trágico caso. Mi fe en nuestro sistema de justicia ha sido confirmado.

## El después
La familia Soares eliminó el nombre "Hacking" de la lápida de Lori. "Sentimos que Mark obviamente no la quería más," dijo la madre Thelma Soares.
Donde el nombre de casada de Lori en la lápida ahora está grabada la palabra Portuguesa "Filhinha", que se traduce "hija".
En junio de 2006, funcionarios de prisión en Utah descubrieron que objetos relaciones personales a la convicción de Hacking, incluyendo autógrafos, revistas, etc., estaban a la venta en un sitio en línea llamado "Murder Auction". Después de hablar con Hacking, los oficiales de la prisión anunciaron que él había estado de acuerdo con suspender voluntariamente la venta de cualquier cosa en línea.

### Declaración final de la familia Hacking y Mark Hacking
El 6 de junio de 2005, el padre de Mark Hacking leyó un comunicado de su familia que él decía que sería su última declaración a la prensa sobre Mark asesinando a Lori. El comunicado aclaró varios eventos a la confesión y convicción de Mark. El comunicado terminó con una cita de Mark, que decía:

Sé que la cárcel es donde tengo que estar. Pasaré mi tiempo haciendo todo lo que pueda para corregir los errores que he hecho, aunque me doy cuenta que una completa expiación es imposible en esta vida. Tengo un montón de curación y cambios que hacer, pero espero que algún día pueda convertirme en el hombre que Lori siempre pensó que era.

A las muchas personas que he herido, pido mucho perdón de lo que nunca podría conocer. Todos los días mi alma se quema en pena cuando pienso en lo que deben estar pasando. Deseo poderles quitar su dolor. Deseo poder recuperar todas las mentiras que he dicho y reemplazarlas con la verdad. Deseo poner a Lori de vuelta en sus brazos. Mi dolor es merecido; no el suyo. Desde el fondo de mi corazón, ruego por su perdón.

No hay tal cosa como una inofensiva mentira no importa que tan pequeña sea. Puedes pensar que una mentira sólo lastima al mentiroso, pero eso está lejos de la verdad. Sí viajas por un camino de mentiras, por favor detente ahora y enfrenta las consecuencias. Cualesquiera sean las consecuencias, serán mejor que el dolor que estás causando a ti mismo y a los demás.